# Dieter Kalka

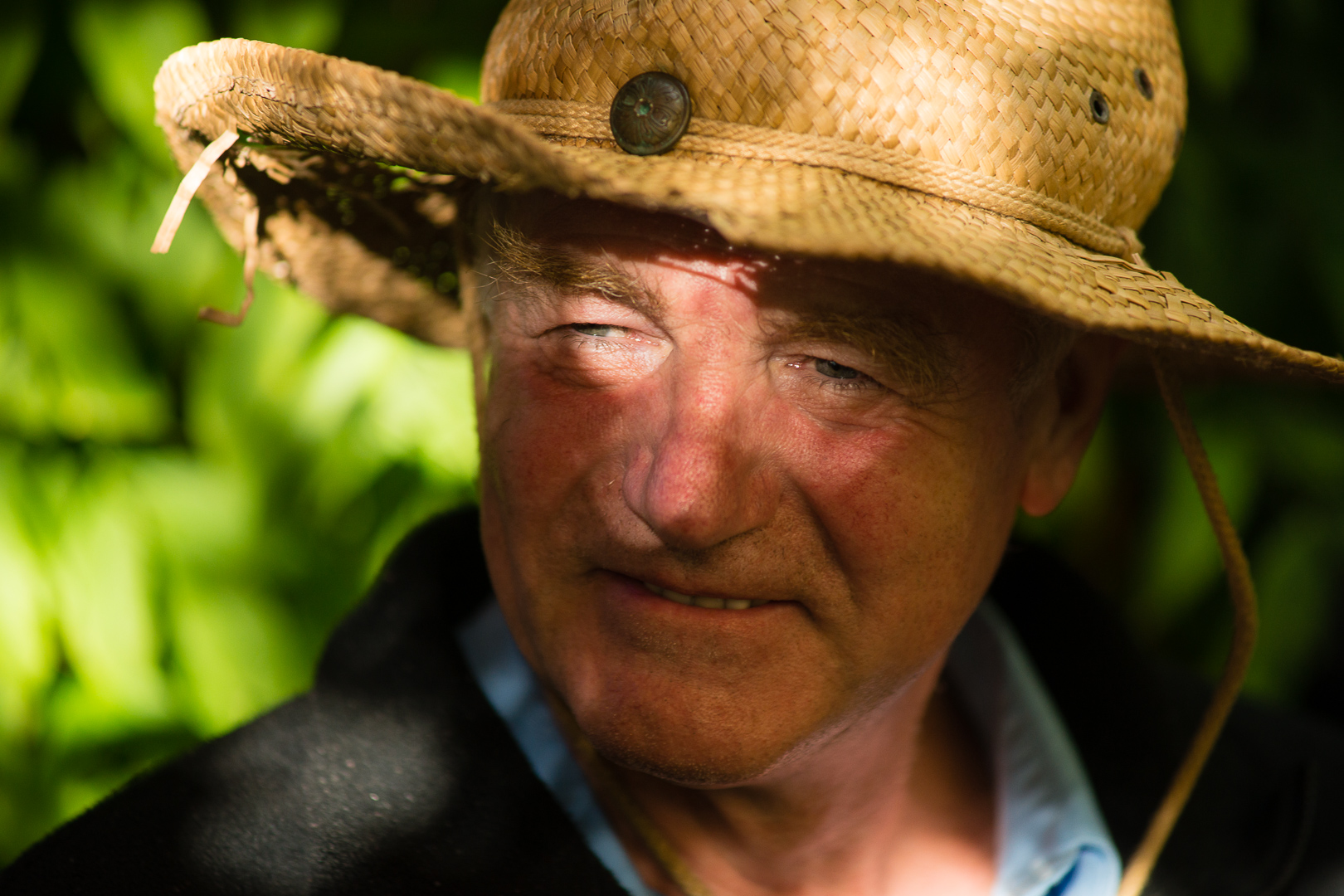
Dieter Kalka, 2016

Dieter Kalka (* 25. Juni 1957 in Altenburg) ist ein deutscher Schriftsteller, Liedermacher, Lyriker und Dramatiker. 

## Leben und Werk
Dieter Kalka wurde in Altenburg geboren, seine Großmutter Dora Josefiak und sein Vater, Former in einer Gießerei, waren Nachfahren polnischer Einwanderer aus Posen. Kalka wuchs die ersten zwei Jahre bei seiner Großmutter in Mehna auf. Seine Eltern zogen 1959 in ein Haus der Arbeiterwohnungsbaugenossenschaft am Stadtrand von Meuselwitz in die Grenzstraße, die ehemalige Grenze zwischen Thüringen und Sachsen. Kalka verarbeitete diesen Umstand später in seinen Liedern In Thüringen kann ich mich gut verstecken In Sachsen hängt mein Steckbrief an der Wand. 1964 wurde er eingeschult und erhielt zeitgleich Akkordeonunterricht bei einem Privatlehrer.
Kalka war Mitglied der 1974 gegründeten Zeitzer Rockband „Steam-Machine“. Mit seinem Schulfreund Wolfgang Löser gründete er eine unplugged-Band. Aufgrund des Songs Hiroshima wurde die Band von der Schule nicht mehr zu Auftritten zugelassen.

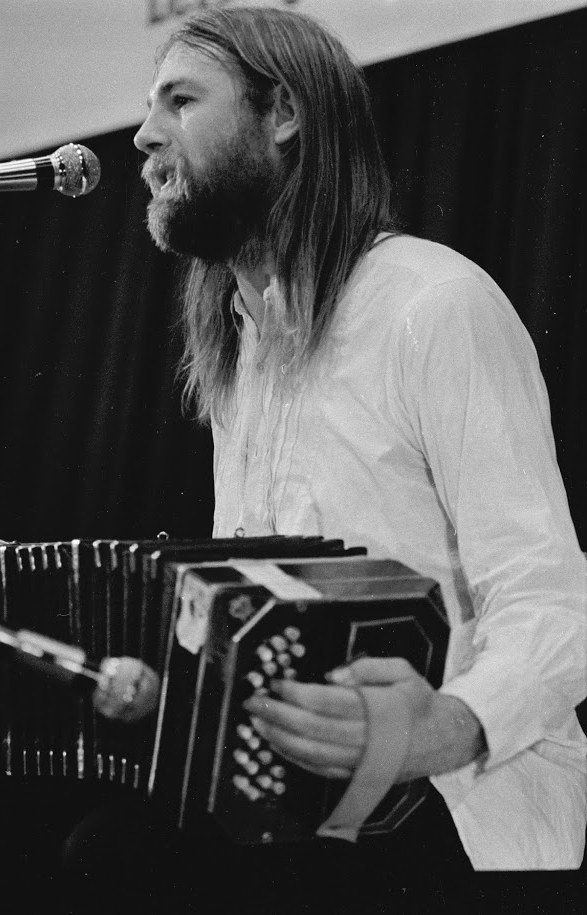
Dieter Kalka mit Bandoneon, 1987

Dieter Kalka begann 1978 ein Studium der Elektrotechnik und Mathematik an der Technischen Hochschule Ilmenau, das er 1980 wegen „Verbreitung und Besitz illegaler Schriften“ abbrechen musste. Er war Gründungsmitglied der 1978 formierten Folkband Feuertanz.
Danach arbeitete Kalka in verschiedenen Berufen. Eine wichtige Begegnung für ihn war die mit dem 1978 noch unbekannten Schriftsteller Wolfgang Hilbig. Heute ist Kalka Mitglied der Wolfgang-Hilbig-Gesellschaft und produzierte ein Rundfunkfeature über Hilbig.

### Musikalische Laufbahn
Dieter Kalka begann Ende der 1970er Jahre, sich mit Walter von der Vogelweide zu beschäftigen. Erst 2018 erschien eine Lyriksendung zu Vogelweide mit Nachdichtungen Kalkas.
Die Premiere seines ersten Liedprogrammes „Meuselwitzer Lieder“ fand im Herbst 1982 im Jugendklub Meuselwitz statt. Nachdem Kalka im September bei der Bezirkswerkstatt für Lied und Chanson in Leipzig erfolgreich teilgenommen und vom Komponisten Jens-Uwe Günther „entdeckt“ wurde, lud ihn die Chefin des Kreiskabinetts für Kulturarbeit Altenburg nach der Premiere vor, und verbot ihm, eigene Lieder zu singen.
Daraufhin zog Kalka nach Leipzig. 
Kalka wohnte von 1982 bis nach der Wende in der Keilstraße 4 über der Brodyer Synagoge. Dort schrieb Kalka in den 1980er Jahren seine Lieder, auch eins auf Jiddisch. 
Kalkas Theaterstück Zwej unglejche Brieder wurde 1998 im Theater „fact“ uraufgeführt.
Informiert durch das Kreiskabinett für Kulturarbeit Altenburg, versuchte der Leiter des Bezirkskabinettes für Kulturarbeit Leipzig mit Hilfe von MfS, Zentralkomitee der SED und des Kultusministeriums ein Berufsverbot für Kalka durchzusetzen, was aber durch die Solidarität der Leipziger Liedermacher verhindert werden konnte. Dennoch wurden landesweit die Auftrittsmöglichkeiten erheblich erschwert, es führte zur Kündigung einer ganzen Tournee. Dieser Zustand hielt bis zum Zusammenbruch der DDR an.
Durch finanzielle Unterstützung von Heinz-Martin Benecke, einem Fördervertrag, beschlossen durch den Arbeitskreis Chanson, mit Hilfe des Leipziger Liedermachers Odwin Quasts und durch Hubertus Schmidt, der ihn auch in sein (illegales) Privatstudio zu Aufnahmen einlud, konnte Kalka diese Zeit künstlerisch überstehen.

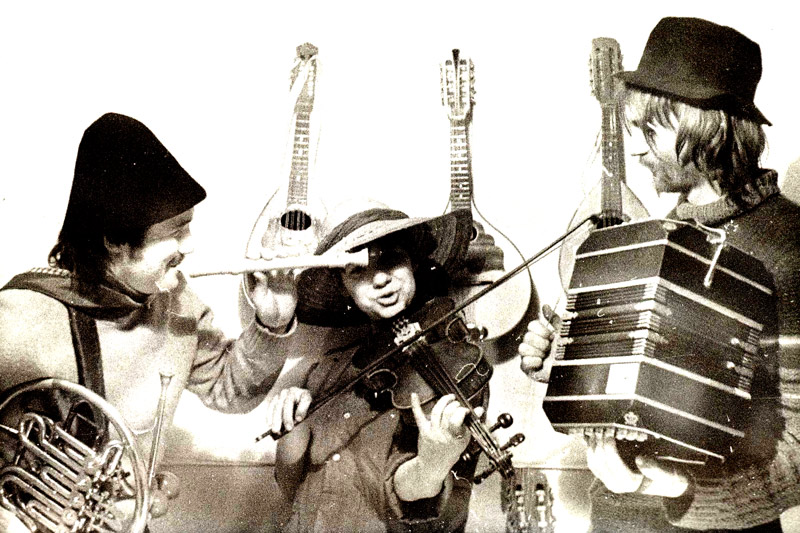
Werbekarte der Band Dieters Frohe Zukunft von 1984

1984 gründete er mit Uwe Schimmel und Uta Mannweiler die Folkband Dieters Frohe Zukunft, angekündigt als „Neue Deutsche Folklore“, Satiren aus dem Alltag des real existierende Sozialismus. Mit dem Programm „Der Bauernmarkt von Klein-Paris“ und enthaltenen Anspielungen auf den Eisernen Vorhang („In Trudes Weitspuckstube / spuckst du von Klein-Paris / auf die ganze Welt“), mit Songs wie „Der Schanzenraub zu Hohburg“ sowie dem „Stehgeiger vom Ringcafé“ tourten sie erfolgreich. Die Band organisierte auch das illegale Folk-Dichter-Songwriter-Treffen Ringelfolk in der Ringelnatzklause Wurzen.
Ein in den Westen geschmuggeltes Tonband erreichte einen Verleger in Nottuln, der Kalka einen Plattenvertrag anbot, allerdings kam der Brief aufgerissen an. Offizielle Wege, das Plattenprojekt zu verwirklichen, scheiterten.
Seit Mitte der 1980er Jahre war er freischaffend als Liedermacher tätig und mehrfach Teilnehmer der DDR-offenen Chansontage im Kloster Michaelsstein bei Werner Bernreuther, der ab 1987 auch als sein Mentor fungierte.
Kalka galt als der „Rebell der Leipziger Liederszene“, seine produktive Zeit als Liedermacher schlug sich nieder in Programmen wie „Das utopische Festival“ (1985), einem Sammelsurium von „unauflösbaren Gegensätzen im widerspruchsbereinigten Land der Dialektik“ mit Versen wie Mein Vaterland ist, wo mein Vater kein Land hat, „Noch habe ich die FREIHEIT zu lieben“ (1988) mit „Liebesliedern auf politischem Splitterglasgrund: Dann steh vor jeder Ampel ich und sehe nur noch Rot“ und „Sonnen-Wende“ (1989), welches wenige Wochen vor der deklarierten Wende Premiere hatte und diese inhaltlich vorwegnahm: Ich brauche zum Leben die Wende.
Darin hatte Kalka auch Vertonungen von Rainer Maria Rilke, Arthur Rimbaud, Kurt Arnold Findeisen, Franz Hodjak, Andreas Reimann und Emanuel von Bodman aufgenommen, ebenso verjazzte Stücke von Johann Sebastian Bach auf dem Bandoneon, was zur Chansonwerkstatt 1988 von Traditionalisten kritisiert wurde – die anwesenden Jazzer luden ihn zur Session ein.
Der ehemalige Renft-Gitarrist Peter Cäsar Gläser bot Kalka 1987 an, in seinem Privatstudio illegale Aufnahmen herzustellen und mischte sie für die geplante West-LP ab.
Kalka war Mitte bis Ende der 1980er Jahre Mitglied der Potsdamer Folkband Corvus Corax und spielte dort Bandoneon. 
Die Findeisen-Vertonung, eine dreizehnstrophige Ballade über den mittelalterlichen Dudelsackspieler Nikol Reifenteuffel, wurde von Mittelaltermusikern wie Robert Beckmann und dem Tanzwut-Sänger übernommen und brachte Letzterem seinen Künstlernamen Teufel ein.
Zur Wendezeit nahm Kalka an Solidaritätskonzerten im Herbst 1989 teil. 1990 bereitete er als Projektmanager die Erste Alternative Buchmesse Leipzig vor.
Seine Lieder „sind nicht frei von bitterem Beigeschmack. Kalka legt den Finger auf Kompromisse, die jeder fast täglich im Leben schließt oder sich zu schließen genötigt fühlt. Einstige Ideale werden darüber oft vergessen.“ Er verfasste die Liedtexte zur Folkoper und schrieb über „Das Wiederaufleben der ostdeutschen Liedermacherszene“. Seine Konzerte führten ihn nach Polen, Belarus, Tschechien, Ungarn, die Schweiz, Österreich und Dänemark. Er vertonte polnische Lyrik von Bohdan Zadura, Anna Janko, Krzysztof Paczuski, Józef Baran und sang Lieder auf Jiddisch, Belarussisch und Polnisch.
Auf Einladung des belarussischen Songwriters Viktor Schalkewitsch nahm Kalka am Bardentreffen 2000 in Minsk und 2002 in Grodno teil, zu der auch ein Mitschnitt erschien. Beim Sächsischen Literaturfrühling 2003 widmete er sein Freiheitslied Nr. 2 seinem belarussischen Kollegen. „Dieter Kalka hat vor einigen Jahren begonnen, Memorabilia der damaligen Leipziger Szene zusammenzutragen“. Er betreibt seit 2013 die Website zur Leipziger Liederszene, schrieb Artikel dazu und aus diesen Vorbereitungen entstand mit Hubertus Schmidt, Jürgen B. Wolff und Uli Doberenz die Leipziger Liederszene DVD/CD.

### Schriftsteller
Dieter Kalkas erste Buchpublikation trug den Titel eine übersensible regung unterm schuhabsatz und erschien 1987 als Samisdat mit einem Nachwort von Andreas Reimann.
Nach der Wende Rundfunklesungen und Sendungen beim Deutschlandfunk, der Deutschen Welle sowie im Dänischen Fernsehen bei Jens Nauntofte, regelmäßige Auftritte auf der Burg Waldeck. Durch eine Reise nach Lublin, angeregt vom dort lebenden Übersetzer Herbert Ulrich, wurde Kalka mit der dortigen Poetenszene bekannt, von denen er ein Dutzend nachdichtete, u. a. Krzysztof Janusz Paczuski, Waldemar Dras, Aleksander Rozenfeld, Zbigniew Dmitroca, Waldemar Michalski, Bohdan Zadura. Für den Verbandes deutscher Schriftsteller organisierte Kalka 1995 in Leipzig und 1998 in Lublin das deutsch-polnische Lyrikfestival „wortlust“ und gab die zweisprachige Anthologie Lubliner Lift heraus.
Thema seines 1998 erschienenen Erzählbandes Der ungepflückte Apfelbaum ist die „versunkene DDR-Realität“. Kalkas Texte wurden in Literaturzeitschriften wie Dichtungsring, sterz, Muschelhaufen und Ostragehege veröffentlicht und erschienen in Anthologien, u. a. in der Jahresauswahl des MDR-Literaturwettbewerbs, in Mein heimliches Auge, in Landschaft mit Leuchtspuren. Neue Texte aus Sachsen, dazu 50 Einzelpublikationen in polnischer Sprache, u. a. in Akcent (Lublin), Czas Kultury (Poznań), Studium (Krakau); Wyrazy (Katowice) Format (Wrocław), Kartki, List Oceaniczny Toronto und in einer deutsch-polnischen Anthologie.

Die Uraufführung seines Theaterstückes „Das Experiment oder Zwej unglejche Brieder“ fand im September 1998 im Theater fact statt.
Seit Ende der 1990er Teilnahmen an verschiedensten polnischen Literaturfestivals wie „Ostry nawrot dekandencjii“ in Poznań, dem Theaterfestival in Zamość, dem Festival der polnischen Kleintheater und dem Lyrikfestival „Czas Poetów“ der Bruno-Schulz-Stiftung in Lublin sowie mehrfach auf Einladung des Krakauer Schriftstellerverbandes Arbeitstreffen in Krynica-Zdrój. Aufgrund dieser Kontakte erschienen zwei Erzählbände in polnischer Sprache. „Podwójne i potrójne“, übersetzt von Andrzej Pańta und „Wszystko to tylko teatr“, übersetzt von Marek Śnieciński und Gabriela Matuszek.
Auf dem deutsch-polnischen Poetendampfer lernte Kalka seine spätere Ehefrau, die Märchendichterin Agnieszka Haupe kennen, mit der er in Schulen das Projekt „Deutsche und polnische Kinder erfinden Märchen“ durchführte.

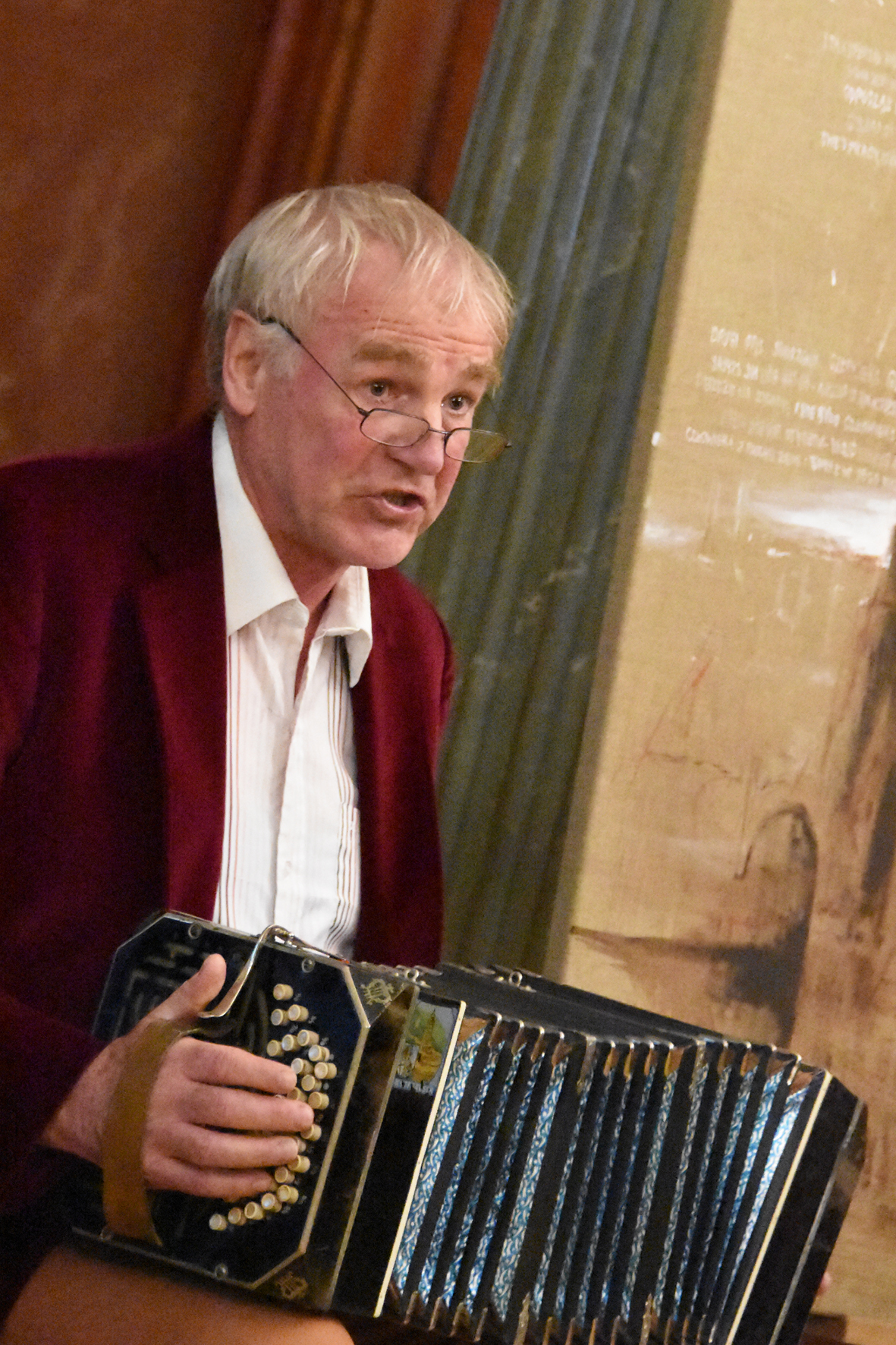
Dieter Kalka (2018)

Der 1999 erschienene Lyrikband „Der Schleier“ versammelt Texte mit mythologischem Hintergrund, verwoben mit Reminiszenzen an die Tagebaulandschaften in Sachsen. Der Züricher Literaturwissenschaftler Hans-Jost Frey schrieb dazu im Vorwort: „Der Staub von Kohle und der Duft von Erde werden dann lesbar.“ Das Bayrische Literaturradio brachte 2016 eine Sendung mit Texten aus diesem Band. Seitdem produzierte Kalka Literaturfeatures, u. a. mit Karl-Heinz Heydecke und eine Sendereihe mit polnischer Lyrik, gründete mit Andreas H. Buchwald einen eigenen Literaturkanal: Allgäuer Milchschleuder – Poesie&FeatureFunk.
In seinen Reihen Beulenspiegels musikalische – und Beulenspiegels literarische Irrf-Fahrt stellt er auf dem UKW-Sender Radio Blau und der Allgäuer Milchschleuder Literatursendungen u. a. zu Wolfgang Hilbig, mit Wilhelm Bartsch, Bernard Nowak (Lublin) und Clemens Meyer sowie eine Sendereihe zur Leipziger Liederszene vor.
Die Beulenspiegelfigur hatte Kalka Anfang der 1980er entwickelt, sie war bereits auf seiner ersten Programmkarte zu den „Meuselwitzer Liedern“ erwähnt. Zwei Dutzend Beulenspiegeliaden sind auf der Allgäuer Milchschleuder als Satirefeatures zu hören. 2017 erschienen Beulenspiegels sieben Streiche vor Sonnenuntergang und Beulenspieglinchen in der Edition Beulenspiegel des AndreBuchVerlags.
2018 erschien der von Werner Bernreuther inhaltlich betreute Sorben-Roman Sudička im Dresdner Buchverlag. Der Roman „entwickelt einen Sog, dem schwerlich zu entkommen ist.“ Der Autor beschreibt die Ostexpansion der Christen vor einem Jahrtausend... „und führt damit heutige Wertedebatten auf ihre Grundfesten zurück: So hatte das neue Zeitalter begonnen. Mit dem Gott des Mitgefühls, gnadenloser als alle vor ihm.“ „Nach mehr als tausend Jahren hat nun auch Ostelbien ein eigenes Nationalepos“.
Dieter Kalka betreibt eine Logopädie-Praxis und lebt in Leipzig und Meuselwitz.

## Rezeption
Im Juni 2022 beteiligte sich Kalka an dem regelmäßig in Meißen stattfindenden Literaturfest, das unter anderem ein Buch des Schweizer Publizisten Daniele Ganser vorstellte. Kalka las aus seinem 2021 in einem Kleinstverlag erschienenen Buch Negerküsse in Zigeunersoße. Der Journalist Benjamin Beutler berichtete in Neues Deutschland darüber, in seinem Titel Kalka zitierend: Gendern, bis das Blut spritzt. Laut Beutler fabuliere Kalka in seinem Buch „immer haarscharf an der Grenze zur Volksverhetzung“. Er scheue sich weder, in seinem Buch eine „NS-Propagandalüge“ aufzugreifen, noch das „Halbdeutsch von Zuwanderern“ anzuprangern. Kalka bezeichne sich als Linkswähler, doch würden seine Äußerungen, so Beutler, „gut zu neurechten AfD-Kampagnen gegen Gender-Gaga, Schlussstrich-Debatte und der kruden Theorie vom Bevölkerungsaustausch“ passen.
Jens Kirsten hingegen meint im Internetauftritt LiteraturLand Thüringen, hinter Negerküsse in Zigeunersoße verberge sich keineswegs ein rassistisches Pamphlet. Es gehe um die deutsche Sprache, um Inhalt und Form. Es spreche all jenen aus dem Herzen, denen das Pathos in den gegenwärtigen Debatten um Sprachdoktrin und Verhaltenskodizes, um Sprechpausen beim Nichtsprechen von gedruckten Gendersternchen mitunter zu hoch und zu viel werde. Kalkas Streitschrift sei alles andere als verbissen, sondern voller Alltagshumor, Schlagfertigkeit und Wortwitz. Statt konstruierter Begriffe solle gerechtes Handeln im Vordergrund stehen. Die Sprache ändere sich im Laufe der Zeit von selbst, aus der Gesellschaft heraus. Kalka bringe es in seiner Streitschrift auf den Punkt: Die Sprache gehöre uns allen. „Nicht dem Staat und keiner Sprachpolizei.“
TV Meissen zeichnete die Lesung auf.

## Werke (Auswahl)

### Liedprogramme
- Meuselwitzer Lieder, 1982
- Der Bauernmarkt von Klein-Paris, 1984 (mit Dieters Frohe Zukunft)
- Das utopische Festival (1985)
- Noch habe ich die FREIHEIT zu lieben (1988)
- Sonnen-Wende, 1989

### Literarische Publikationen
- Eine übersensible Regung unterm Schuhabsatz. Gedichte. Stecknadel, Leipzig 1988.
- Der ungepflückte Apfelbaum. Erzählungen. Gollenstein, Blieskastel 1998, ISBN 3-930008-71-8.
- Das Experiment oder Zweij unglejche Brieder. Schauspiel. Uraufführung Leipzig 1998.
- Wszystko to tylko teatr i inne opowiadania. Übersetzung ins Polnische Marek Śnieciński und Gabriela Matuszek. Poznań 1999, ISBN 83-87235-26-1.
- Podwójne i potrójne, Prosa, Polnisch, mit einer Umschlaggrafik von Janusz Karbowniczek. Übersetzung: Andrzej Pańta, Bydgoszcz 1999[36]
- Lubliner Lift. Deutsch-polnische Anthologie. (Hrsg.) Vorwort von Erich Loest. Zweisprachig. Verlag Die Scheune, Dresden und Lublin 1999, ISBN 3-931684-27-X.
- Der Schleier. Gedichte. Mit einer Umschlaggrafik von Janusz Karbowniczek. Die Scheune, Dresden 1999, ISBN 3-931684-26-1.
- Beulenspiegels sieben Streiche vor Sonnenuntergang, Dreiunddreißig Beulenspiegeliaden, ein Chanson und drei Zugaben, Edition Beulenspiegel im AndreBuchverlag, 2017
- Beulenspiegelinchen, Lieder, Nonsens, Verse und Kindergedichte, Edition Beulenspiegel im AndreBuchVerlag, 2017
- Sudićka, Roman, Dresdner Buchverlag, 2018
- Die Vogtlandreise, mit 17 Zeichnungen von Jürgen B. Wolff, Prosa, Edition Beulenspiegel, 2020, ISBN 978-3-942469-86-9.
- Osterland ist abgebrannt, Essays und Clownerien, mit Zeichnungen von Akram Mutlak, Edition Beulenspiegel im AndreBuchVerlag 2021, ISBN 978-3-942469-98-2.
- Negerküsse in Zigeunersoße, Eine Streitschrift, Essay mit 12 Bildern von Werner Bernreuther, Edition Beulenspiegel, AndreBuchVerlag 2021 ISBN 978-3-949143-04-5.[37]

### Beiträge in Anthologien (Auswahl)
- Mein heimlicher Grund. Gustav Kiepenheuer Verlag, 1996.
- Nach den Gewittern. Anthologie. Steidl-Verlag, 1999, Nachdichtung.
- Literatur aus Polen. (Hrsg.) Sonderteil in: Muschelhaufen. Jahresschrift für Literatur. Nr. 41. Viersen 2001. ISSN 0085-3593
- Żywe oczy wiersza / Augen des Gedichts. Lyrikanthologie polnisch-deutsch, Nachdichtungen. Hg. Jolanta Pytel und Czesław Sobkowiak, Organon, Zielona Góra 2001, ISBN 83-87294-25-X.
- Przewodnik po zaminowanym terenie. Wrocław 2016
- Jak podanie ręki / Wie ein Händedruck, Lyrikanthologie zweisprachig, Libra, Poznań 2017, ISBN 978-83-61412-62-5.

### CD/MC
- Noch habe ich die Freiheit zu lieben. Leipziger Liederwerkstatt. Kompaktkassette. Stecknadel/Magnitisdat, Leipzig 1988.
- Uferlose Wälder, CD, Sundance Studio LE & Monster's Town 1998[38]
- Sachsen wie noch nie. Lieder aus Leipzig. Beteiligung. CD. F.A.N.-Verlag, Leipzig 2000.
- Breinachten, Barbie Kugelrund, Zooshop, Dieter Kalka & Die Piratenband, 2008–2010, Sundance Studio LE & Monster's Town
- Njabaczny Mur/Die unsichtbare Mauer, MC, Mitschnitt des Bardentreffens Minsk mit Wiktar Schalkewitsch, Ales Kamocki, Szymek Zychowicz & Dieter Kalka, 2000
- Chance For The Link Of A Chain, CD, DICE, 2017, Dieter Kalka – Bandoneon[39]
- Leipziger Liederszene der 1980er Jahre, mit DVD/CD und 60 Seiten Buch mit Fotos, Beteiligung und Redaktion, Löwenzahn-Verlag 2018
- Mitternachtsgesänge. Die verlorenen Lieder des Jooschen Engelke, Beteiligung (Conträr)

### Rundfunksendungen (Auswahl)
- Beulenspiegels musikalische Irrf-Fahrt: Victor Shalkevich – Belarus, 8. Juli 2020, in deutscher und in polnischer Sprache[40]
- Beulenspiegels literarische Irrf-Fahrt: Polnische Lyrik aus Zielona Góra, 20. Januar 2019
- Beulenspiegels literarische Irrf-Fahrt: Polnische Lyrik von Waldemar Michalski, Nachdichtung, Sprecher, Produktion, Maultrommel: Dieter Kalka, Moderation Anja Sokolowski Bieszczadskaja
- Beulenspiegels literarische Irrf-Fahrt: Armenische Literatur, Vatsche Petrosjan, Harutyan Horakiwnyan, Manvel Mikoyan, Anna Kocharyan, Nachdichtungen Bettina Eberspächer, Posaune Christoph Kuna, Produktion Dieter Kalka, Moderation Anja Sokolowski Bieszczadskaja
- Beulenspiegels literarische Irrf-Fahrt: Polnische Lyrik von Waldemar Dras, Nachdichtung, Sprecher, Produktion: Dieter Kalka, Kontrabass: Imkie Niemeier
- Beulenspiegels literarische Irrf-Fahrt: Róža Domašcyna – Sorbische Märchen, Produktion und Moderation: Dieter Kalka, 23. Dezember 2018
- Polnische Literatur: Krzysztof Paczuski & Aleksander Rozenfeld – zwei jüdische Lyriker aus Lublin, Nachdichtung, Sprecher und Produktion Dieter Kalka, 24. September 2018
- Polnische Literatur. Maria Brzęcka: Als Mädchen im KZ Meuselwitz, Mitschnitt der Buchpremiere im Polnischen Institut Leipzig, Herausgeber: Stiftung Gedenkstätten, Produktion Dieter Kalka
- Beulenspiegels literarische Irrf-Fahrt: Walter von der Vogelweide „Ich hân min lehen“, Nachdichtung, Sprecher und Produktion Dieter Kalka, 12. Februar 2018 Radio Blau
- Beulenspiegels literarische Irrf-Fahrt. Polnische Prosa: Bernard Nowak „Tanz der Koperwasy“
- Beulenspiegels literarische Irrf-Fahrt: Wolfgang Hilbig zum 75. Geburtstag, Feature. Gespräch mit Hilbigs Schulfreund Dieter Stasiak, Lyrik von Wilhelm Bartsch u. a., Moderation und Produktion Dieter Kalka
- FDA Lyrik/Europa: Beulenspiegels literarische Irrf-Fahrt: Polnische Lyrik 1, Mitschnitt vom Polnischen Institut Leipzig, Lesung Dieter Kalka, Moderation Volker Hanisch
- Beulenspiegels literarische Irrf-Fahrt: Milan Hrabal, tschechische Lyrik, Nachdichtungen und Lesung: Roza Domascyna, Produktion: Dieter Kalka, Radio Blau 21. März 2019
- Beulenspiegels literarische Irrf-Fahrt: Polnische Lyrik mit Renata Maria Niemierowska, Marek Sniecinski (Wroclaw) und Bohdan Kos (Warschau), Produktion: Dieter Kalka, Radio Blau 28. April 2020
- Beulenspiegels musikalische Irrf-Fahrt: Woody Guthrie, Teil 1 + 2, Interview mit Nora Guthrie (New York), Michael Kleff (Bonn/New York) Übersetzung, Dieter Kalka Moderation & Produktion, 4. November 2019 / 12. November 2019
- Beulenspiegels musikalische Irrf-Fahrt: Jaromír Nohavica, mit Nachdichtungen aus dem Tschechischen von Frank Viehweg, Produktion, Schnitt, Moderation Dieter Kalka
- Beulenspiegels literarische Irrf-Fahrt, Bettina Wöhrmann mit einem Text über Russland, Jörn-Friedrich Schinkel, Grit Kurth, 2. April 2022